# Bruit additif blanc gaussien
Cet article court présente un sujet plus développé dans : Bruit blanc.
Pour les articles homonymes, voir bruit (homonymie).
Le bruit additif blanc gaussien est un modèle élémentaire de bruit utilisé en théorie de l'information pour imiter de nombreux processus aléatoires qui se produisent dans la nature. Les adjectifs indiquent qu'il est :
additifil s'ajoute au bruit intrinsèque du système d'information ;
blancsa puissance est uniforme sur toute la largeur de bande de fréquences du système, par opposition avec un bruit coloré qui privilégie une bande de fréquences par analogie avec une lumière colorée dans le spectre visible ; 
gaussienil a une distribution normale dans le domaine temporel avec une moyenne nulle (voir bruit gaussien).
De nombreuses sources naturelles produisent un bruit à large bande : les vibrations thermiques des atomes (bruit thermique dans les conducteurs, rayonnement de corps noir de la terre et des autres objets chauds, y compris les sources célestes comme le Soleil), bruit de grenaille. Le théorème central limite de la théorie des probabilités indique qu'une somme de nombreux processus stochastiques tend vers une distribution gaussienne (normale).
Le bruit additif blanc gaussien produit des modèles mathématiques relativement simples utiles pour caractériser le comportement du système avant que d'autres phénomènes ne soient considérés. Ces modèles s'appliquent aux canaux de communication à condition que le seul obstacle significatif à la communication soit une interférence linéaire assimilable à un bruit blanc avec une densité spectrale, exprimée en watts par hertz, constante et une distribution gaussienne de l'amplitude. Le modèle ne tient pas compte des atténuations, de la sélectivité du canal en fréquence, des non-linéarités ou de la dispersion.
Le modèle avec bruit additif blanc gaussien convient pour simuler le bruit de fond du canal étudié. Il est suffisant pour beaucoup de liaisons par satellite et spatiales. Pour la plupart des liaisons radio terrestres, il est médiocre à moins d'être complété par des modèles des trajets multiples, des effets de sol, de l'autobrouillage (self-interference).